# Maître de Santa Caterina Gualino
Maître de Santa Caterina Gualino  (en italien : Maestro di Santa Caterina Gualino) est un peintre italien et sculpteur un maître anonyme qui fut actif en Ombrie et dans les Abruzzes au XIVe siècle.

## Biographie
L'historien de l'art Enzo Carli, situe la formation de ces artistes anonymes en Ombrie dont l'activité s'est propagée dans les Abruzzes.
Le nom de ce maître est issu d'une statue sculptée et peinte de Santa Caterina de la collection Gualino qui lui est attribuée.
Par similitudes stylistiques, d'autres œuvres lui sont attribuées.

## Œuvres
- Vierge à l'Enfant, bois sculpté et peint, provenant de l'église église San Michele Arcangelo, Sant'Angelo Abbamano di Sant'Omero, Teramo, Museo Nazionale d'Abruzzo,
- Madonna di Santa Maria di Brecciano, villa Brozzi, Montorio Vomano, Teramo,
- Santa Caterina, collection Gualino,
- Santa Agnese, musée Isabella Stewart Gardner, Boston
- Madonna, église San Giovenale, Logna, frazione de Cascia,
- Madonna, Galerie nationale d'Écosse, Édimbourg.
- Madonna di San Omero, Museo nazionale d'Abruzzo, L'Aquila
- La Madonna del Maestro della Santa Caterina Gualino, dôme de Teramo[1]